# Ausbildung im I+D-Bereich in der Schweiz
Die Ausbildung im I+D-Bereich in der Schweiz ist national geregelt. Es gibt viele Ausbildungsmöglichkeiten in den so genannten I+D-Berufen (= Information und Dokumentation), welche unter anderem die traditionellen Berufsbezeichnungen Bibliothekar, Archivar und Dokumentalist beinhalten. Um in der Schweiz eine optimale Koordination der Ausbildung zu gewährleisten, wurde die Ausbildungsdelegation I+D vom Verband der Bibliotheken und der Bibliothekarinnen/Bibliothekare der Schweiz, der Schweizerischen Vereinigung für Dokumentation (beide ab 1. Januar 2008 fusioniert zu Bibliothek Information Schweiz) und dem Verein Schweizerischer Archivarinnen und Archivare im November 1994 gegründet und 2007 als einfache Gesellschaft institutionalisiert.
Es gibt drei grundlegende Varianten bzw. Möglichkeiten für eine Ausbildung im I+D Bereich:
- Über eine Berufslehre zur/zum «Fachfrau/Fachmann Information und Dokumentation EFZ».
- Über eine Fachhochschule oder eine Hochschule zum/zur «I+D-Spezialist/in»
- Über Master of Advanced Studies (MAS)

## Fachfrau/Fachmann Information und Dokumentation EFZ

### Vorbemerkung Berufsbezeichnung
Die Ausbildungslehrgänge mit Abschluss von 1998 bis 2011 erhielten den Titel «Informations- und Dokumentationsassistent/in EFZ». Die Ausbildungslehrgänge mit Abschluss ab 2012 – das heisst Lehrbeginn ab 2009 – erfolgen nach der neuen Bildungsverordnung und erhalten den Titel «Fachfrau/Fachmann Information und Dokumentation EFZ». Beides sind berufliche Grundbildungen und äquivalent. Als neutrale Bezeichnung für die berufliche Grundbildung wird «I+D Fachpersonen» verwendet.

### Definition
I+D Fachpersonen sind für die Verwaltung von Medien und Informationen in I+D-Betrieben (Bibliotheken, Archive, Dokumentationsstellen) zuständig. Sie betreuen den gesamten Zyklus: vom Erwerben über das Erschliessen (katalogisieren) und Ausrüsten bis hin zum Vermitteln der Medien.

### Kurze Beschreibung
Eine I+D-Fachperson unterstützt den Aufbau und die Ordnung des Medienbestandes eines I+D-Betriebes. Zu diesem Zweck bestellt er Medien oder beschafft Informationen im Internet. Um die einzelnen Dokumente des Bestandes auffindbar zu machen, muss die I+D-Fachperson diese erschliessen: Er gibt formale Merkmale (Titel, Autor etc.) und eventuell auch inhaltliche Kriterien (Indexierung) in eine Datenbank ein, um das Auffinden zu gewährleisten, und versieht das Dokument mit einer Signatur.
Ein weiterer wichtiger Aspekt ist der zwischenmenschliche Bereich des Beratens und Vermittelns. I+D-Fachpersonen unterstützen und beraten die Benutzer bei ihrer Suche, leihen die Dokumente aus und wirken bei Ausstellungen und anderen Veranstaltungen mit.
Ebenfalls zu ihrem Arbeitsfeld gehören administrative Tätigkeiten wie Korrespondenz, Buchhaltung und Zahlungsverkehr.

### Ausbildung

#### Anforderungen
Voraussetzung für eine Lehre als I+D-Fachperson ist der Abschluss der obligatorischen Schulzeit in der obersten Stufe, die im jeweiligen Kanton existiert.
I+D-Fachpersonen sollten über folgende Qualitäten verfügen:
- Kommunikationsfähigkeit
- Sprachbegabung
- Genaues Arbeiten
- Systematisches und analytisches Denken
- Interesse an Informationstechnologien und neuen Medien

#### Lehrstätten
Die Lehre dauert drei Jahre. Sie besteht aus einem praktischen Teil im Lehrbetrieb und wird durch einen theoretischen Teil ergänzt, der im ersten Lehrjahr an zwei und im zweiten und dritten Lehrjahr an einem Tag an einer der folgenden Berufsfachschulen stattfindet: an der Gewerblich-Industriellen Berufsschule Bern, an der École professionnelle commerciale de Lausanne, an der Bildung Formation Biel-Bienne (BFB) in Biel, der EC Nicolas Bouvier in Genf, am Centro professionale commerciale (CPC) in Locarno oder an der Allgemeinen Berufsschule Zürich.

#### Abschlusszeugnis
Am Ende der erfolgreichen Ausbildung erhält man das eidgenössische Fähigkeitszeugnis als «Informations- und Dokumentationsassistent/in» respektive ab 2012 als «Fachfrau/Fachmann Information und Dokumentation EFZ». Während der Lehre oder nach der Lehre besteht die Möglichkeit, die Berufsmittelschule zu besuchen und die Berufsmatura zu absolvieren. Diese erlaubt eine Weiterbildung zum Informations- und Dokumentationsspezialisten an der Fachhochschule.
Nach der Ausbildung bieten sich folgende Institutionen als Arbeitsort an: Bibliotheken und Mediatheken, öffentliche und private Archive, Informations- und Dokumentationsstellen von Universitäten, Spitälern und Rundfunkstationen (Radio und Fernsehen). Auch private Unternehmen wie Banken und Versicherungen stellen I+D-Fachpersonen ein.

#### Verwandte Ausbildungen im Ausland
- Fachangestellter für Medien- und Informationsdienste (Deutschland)
- Archiv-, Bibliotheks- und Informationsassistent/in (Österreich)

## I+D-Spezialist (HS/FH)

### Definition
I+D-Spezialisten sind für die Verwaltung und Vermittlung von Information in Bibliotheken, Archiven, Dokumentationsstellen und modernen Medienzentren zuständig. Ihr Arbeitsspektrum ist vielfältig und beinhaltet auch die Arbeit in der Verwaltung, in privaten Organisationen und in Firmen.

### Kurze Beschreibung
I+D-Spezialisten übernehmen komplexere Tätigkeiten mit erhöhten Anforderungen im gesamten Spektrum der I+D-spezifischen Arbeitsfeldern. Sie sind zudem fähig, fachliche und personelle Führungsaufgaben zu übernehmen und Projekte durchzuführen. In der Berufswelt ist die Abgrenzung zwischen Stellen für I+D-Fachpersonen und I+D-Spezialisten oft nicht eindeutig machbar.

### Ausbildung
Die Ausbildung erfolgt praxisnah und integriert Themen der Bereiche Informationsmethodik, Mensch und Computer, Medien- und Sozialwissenschaft sowie Betriebsökonomie.

#### Anforderungen
Um an die Fachhochschulen zugelassen zu werden, müssen folgende Voraussetzungen erfüllt sein:
- Berufsmatura oder Fachmatura mit einer Berufslehre im Informationsbereich, z. B. Absolventen einer dreijährigen Berufslehre zur Fachfrau / zum Fachmann Information und Dokumentation, einer kaufmännischen Ausbildung, einer Berufslehre im Buchhandel, als Mediamatiker oder im Informatikbereich.
- Gymnasialmatura und ein Vorpraktikum in einer berufsbezogenen Institution.
- Inhaber anderer vergleichbarer Ausweise. Es gelten sinngemäss die obigen Praxisanforderungen.

#### Ausbildungsstätten
In der Schweiz kann das Studium an der Fachhochschule Graubünden (FH GR) oder an der Fachhochschule für Wirtschaft Genf (Haute école de gestion, HEG) im Vollzeitstudium absolviert werden. Zusätzlich bietet die FH GR die Möglichkeit eines berufsbegleitenden Studium, welches in Chur oder auch in Zürich besucht werden kann.
Die HEG bietet seit einigen Jahren den bilingualen Studiengang an, wovon 20 Prozent auf Deutsch unterrichtet wird. In beiden Schulen ist das Studium modular aufgebaut und richtet sich nach den Bologna-Richtlinien.

#### Diplom
Nach den erfolgreich absolvierten drei Jahren im Vollzeitstudium oder den vier Jahren im Teilzeitstudium erhalten die Studenten den Bachelor of Science mit Angabe der Vertiefungsrichtung. An beiden Schulen sind 180 ECTS-Punkte zu erreichen.

## Master of Advanced Studies (MAS)

### Master of Advanced Studies in Information Science (Chur)
Die Hochschule für Technik und Wirtschaft Chur bietet seit 1992 den Nachdiplomstudiengang für die Erlangung des «Master of Advanced Studies in Information Science» (früher NDS Information Dokumentation) an.
Zielpublikum sind primär Absolventen, die bis anhin nicht einen «I+D-Studiengang» besucht haben und somit die Absicht verfolgen, mit dem Nachdiplomstudiengang eine Zusatzqualifikation zu erlangen.
Inhaltlich setzt sich das Studienprogramm aus drei Nachdiplomkursen (Certificates of Advanced Studies, CAS) zusammen. Nach einer Einführung über die Grundlagen der Informationsarbeit folgt eine Vertiefung und Ausweitung der Kenntnisse mit Einbeziehung von Management und Projektmanagement. Schliesslich muss ein Wahlpflichtmodul in den Bereichen Archiv, Bibliothek oder Dokumentation besetzt werden. Dieses definiert die Vertiefungsrichtung.
Der Studienort beschränkt sich ausschliesslich auf den Standort Chur. Die Studiendauer beträgt normalerweise 18 Monate, welche zur Erlangung der 60 ECTS-Punkte und des Titels «Master of Advanced Studies in Information Science» notwendig sind.

### Master of Science in Business Administration, Major Information Science (Chur)
Seit 2010 wird an der Hochschule für Technik und Wirtschaft Chur ergänzend zum Bachelor-Studiengang Informationswissenschaft ein konsekutives Master-Studium angeboten. Dabei handelt es sich um ein berufsbegleitendes Teilzeitstudium und ist eine Vertiefungsrichtung (Major) des Studiengangs Master of Science in Business Administration.
Die Grundlagen des Studiums bilden Module zum wissenschaftlichen Forschungsmethoden und General Management. Sie werden ergänzt durch informationswissenschaftliche Themen unter anderem aus den Bereichen Information Retrieval, Informationsökonomie, Open Access, Web-Entwicklung, Wissensrepräsentation und Management digitaler Bibliotheken. Der Studiengang richtet sich primär an Absolventen eines informationswissenschaftlichen Bachelor-Studiums und setzt somit einen Hochschulabschluss voraus. Absolventen themenverwandter Studiengänge können zudem im Rahmen eines individuellen sur dossier-Verfahrens zugelassen werden.
Der Studiengang startet jedes Jahr im Herbst, es können 90 ECTS-Punkte erreicht werden. Der Unterricht findet freitags und samstags in Chur statt und kann auch per Videoübertragung verfolgt werden.

### Master of Advanced Studies in Archival and Information Science (Bern)
Seit dem Herbst 2006 kann man an der Universität Bern ein berufsbegleitendes Nachdiplomstudium in Archiv- und Informationswissenschaft belegen. Nach zwei Jahren ist man Inhaber des Titels «Master of Advanced Studies in Archival and Information Science».
Der Nachdiplomstudiengang versteht sich als Weiterbildungsprogramm für Personen mit Hochschulabschluss, die eine höhere Funktion in einer I+D-Institution anstreben oder bereits in einer solchen tätig sind.
Der Aufbau des NDS setzt sich aus einer Grundstufe (thematischer Block) und einer Aufbaustufe (zwei thematische Blöcke und Praktikum) zusammen. Absolviert man nur die Grundstufe erlangt man mit der Zertifikatsarbeit das Certificate of Advanced Studies in Archival and Informations Science.
Wie bereits erwähnt handelt es sich hier um einen berufsbegleitenden Studiengang. Die Kurse müssen jeweils einen ganzen Tag pro Woche plus ein halber Tag alle zwei Wochen (Wochenende) besucht werden. Kursort ist die Universität Bern. Dieser NDS wird alle zwei Jahre angeboten und ist abgeschlossen nach Erreichung der 60 ECTS-Punkte.

### Master of Advanced Studies in Bibliotheks- und Informationswissenschaften (Zürich)
Seit Oktober 2007 bietet die philosophische Fakultät der Universität Zürich einen neuen Weiterbildungsstudiengang in Bibliotheks- und Informationswissenschaften an. Dabei kooperiert die Universität eng mit den Zürcher Bibliothekarenkursen.
Der Kurs versteht sich als theoretische Grundlage für praktische Anwendungen im Beruf. Gleich wie in Bern handelt es sich hier ebenfalls um eine berufsbegleitende Weiterbildungsmöglichkeit. Somit richtet sich der Master-Studiengang hauptsächlich an Personen mit universitärem Abschluss (Lizentiat oder Master) und welche begleitend dazu einen Beruf in einer I+D-Institution ausüben.
Der Kurs dauert zwei Jahre und verlangt beim Abschluss die Erreichung von 60 ECTS-Punkten. Ebenso vorausgesetzt ist eine sechsmonatige Berufspraxis.

### Certificat de formation continue en information documentaire CESID (Genf)
Die Universität Genf bietet einen zweijährigen NDS an, um ein Zertifikat im I+D-Bereich zu erlangen.
Der Kurs richtet sich sowohl an Berufstätige, welche bereits in einer I+D-Institution tätig sind, als auch an Interessenten mit Universitätsabschluss.
Die Ausbildung besteht aus fünf Modulen verteilt auf vier Semester. Insgesamt besuchen die Teilnehmer während zwei Wochentagen zwischen 600 und 700 Lektionen.

### Masterstudiengang an der Fachhochschule für Wirtschaft Genf
Die Fachhochschule für Wirtschaft Genf (HEG) bietet zusammen mit dem Departement für Bibliotheken und Informationswissenschaft der frankophonen Universität Montreal (École de bibliothéconomie et des sciences de l’information; EBSI) einen Master-Studiengang an, von dem je ein Jahr in Montreal und in Genf stattfindet. Der Fokus des Studium richtet sich auf die Fachgebiete Management, Leadership und Unternehmungsführung.

## Verwandte Ausbildungen

### Bibliothekar/in SAB
Hier handelt es sich um eine Ausbildung für nebenamtliche Bibliothekare, welche in Gemeinde- oder Schulbibliotheken tätig sind. Im Gegensatz zu den Ausbildungen als I+D-Assistent und I+D-Spezialist ist diese nicht staatlich anerkannt.
Die Zulassungsbedingungen für den mindestens 100 Lektionen umfassenden Kurs sind denn auch weit grosszügiger als die oben erwähnten. Es reicht eine abgeschlossene Berufsausbildung oder ein Mittelschulabschluss.
Nach dem Grundkurs folgt ein Leitungskurs, welcher nochmals mindestens 50 Lektionen beinhaltet.
In der Westschweiz wird dieser Kurs von der CLP (Communauté de travail des bibliothèques suisses, SAB) und in der Deutschschweiz von diversen Kantonen angeboten.
Nach erfolgreicher Absolvierung des Kurses erhält man ein Zertifikat als Bibliothekar/in SAB.

### Grundkurs für Archivare: Basiswissen Archiv
Dieser Grundkurs wird vom Verein Schweizerischer Archivarinnen und Archivare VSA angeboten. Voraussetzung ist bereits vorhandene Praxiserfahrung im Archivwesen.

### Konservierung und Restaurierung
Die Hochschule der Künste in Bern bietet einen praxisorientierten Bachelor- und Masterstudiengang im Bereich Konservierung und Restaurierung an.
Die theoretischen Kenntnisse werden durch Vorlesungen, Übungen und Seminare übermittelt. In spezialisierten Ateliers und Laboratorien können die Studenten an originalen Werken ihre Praxisfähigkeit schrittweise verbessern.
Das Studium dauert drei Jahre für das Bachelor-Diplom. Für den Master-Titel fallen zusätzlich zwei Jahre an.

### Certificat de formation continue en gestion de documentation et de bibliothèque
Dieses einjährige Ausbildungsangebot wurde von der Universität Freiburg in Zusammenarbeit mit der Universität Genf und dem Verband der Bibliotheken und der Bibliothekare der Schweiz (BBS) ins Leben gerufen.
Das Ziel ist die Auffrischung der fachspezifischen Kompetenzen für Bibliothekare und Angestellte im I+D-Bereich. Interessenten mit Universitäts-Abschluss müssen vor Beginn des Kurses eine Mindestdauer von drei Jahren I+D-Berufserfahrung nachweisen können. Inhaltlich konzentriert sich die Weiterbildung auf die Gebiete Bibliothekswissenschaft, Informatik, Kommunikation und Management.

### Gestion des médias imprimés et interactifs
Diese Ausbildungsmöglichkeit wird von der Haute École d’Ingénierie et de Gestion du Canton de Vaud (HEIG-VD) angeboten. Der technische Aspekt der Information, die verschiedenen und damit verbundenen Technologien und die Informations-Verbreitung an sich bilden zentrale Elemente des Kurses. Die Verarbeitung von Daten und die Übertragung von Daten-Inhalte auf verschiedene Träger werden ebenfalls behandelt.
Nach der Ausbildung ist man Inhaber des Titels «Ingénieur HES des médias».
Diplomierte Interessenten sind angehalten vor Beginn der Ausbildung Berufserfahrungen in einem Betrieb zu sammeln, welche im Bereich Information spezialisiert ist.